# Tha Ton
Ne doit pas être confondu avec Thaton.
Tha Ton ou Thaton (thai: ท่า ตอน) est une ville du district de Mae Ai, dans l'extrême nord de la province de Chiang Mai en Thaïlande. La ville est située sur la rivière Kok sur la frontière avec la Birmanie, à environ 3 heures de route au nord de la ville de Chiang Mai.
La zone autour de Tha Ton est peuplée par diverses tribus, y compris Yao, Lisu, Lahu, Karens, Shan et Akhas. Tha Ton est également le foyer de nationalistes chinois forcés de fuir loin de leur maison en exil après le coup d’État en Birmanie.
Tha Ton est situé sur la route touristique entre Chiang Mai et Chiang Rai. Depuis les années 1970, des descentes de la rivière Kok, entre Chiang Rai et Tha Ton ont donné aux touristes l'occasion de visiter les jungles reculées, d'observer les différents groupes ethniques, et de voir la plaine Fang.
Le village est dominé par un temple bouddhiste, le Wat Tha Ton. Le temple comporte quatre grandes statues du Bouddha, deux dans le style typiquement thaïlandais et deux montrant l'influence chinoise. L'un d'eux, le Bouddha debout, s'élève à 11 mètres de hauteur.

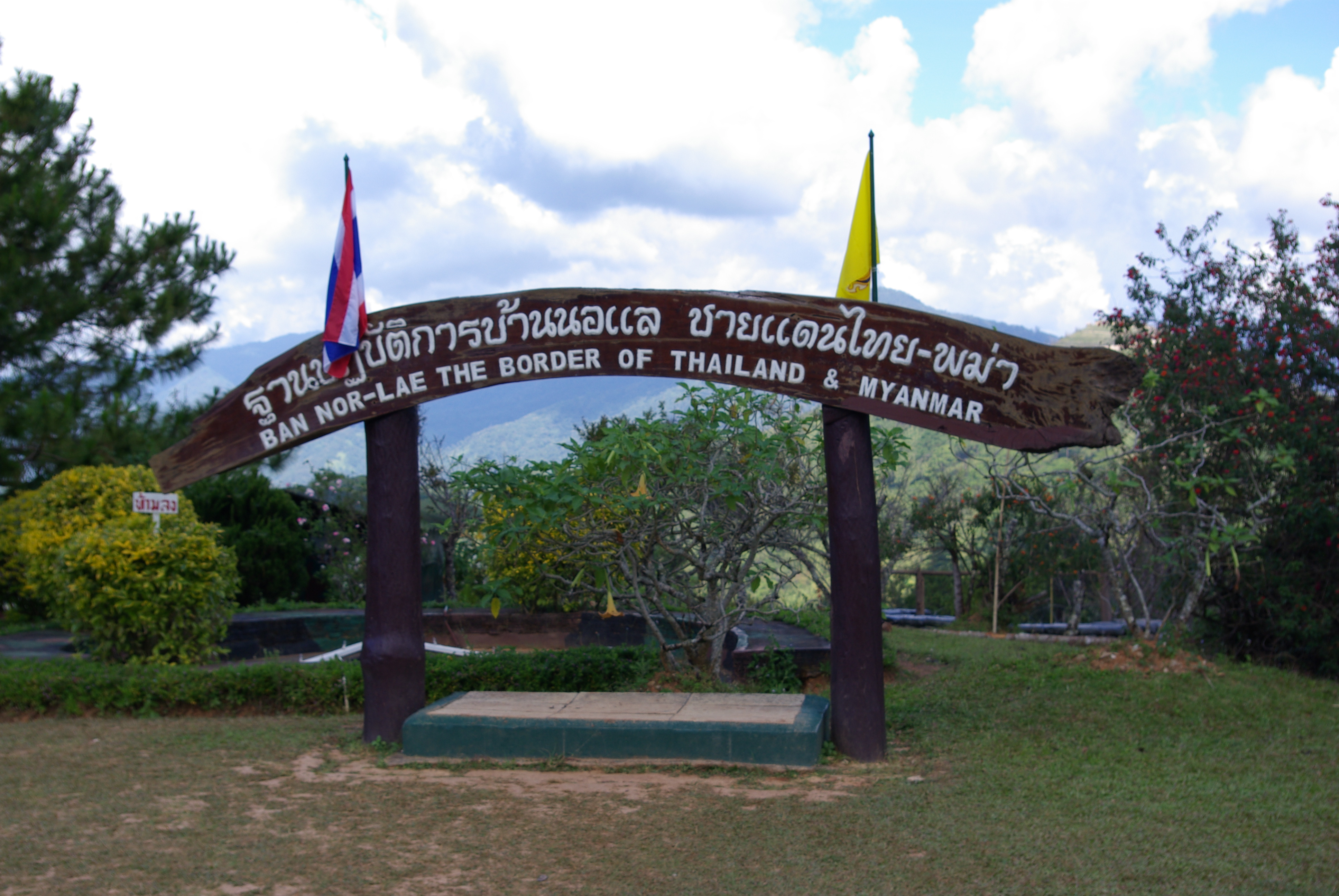
Frontière Birmano-Thaïlandaise près de Tha Ton
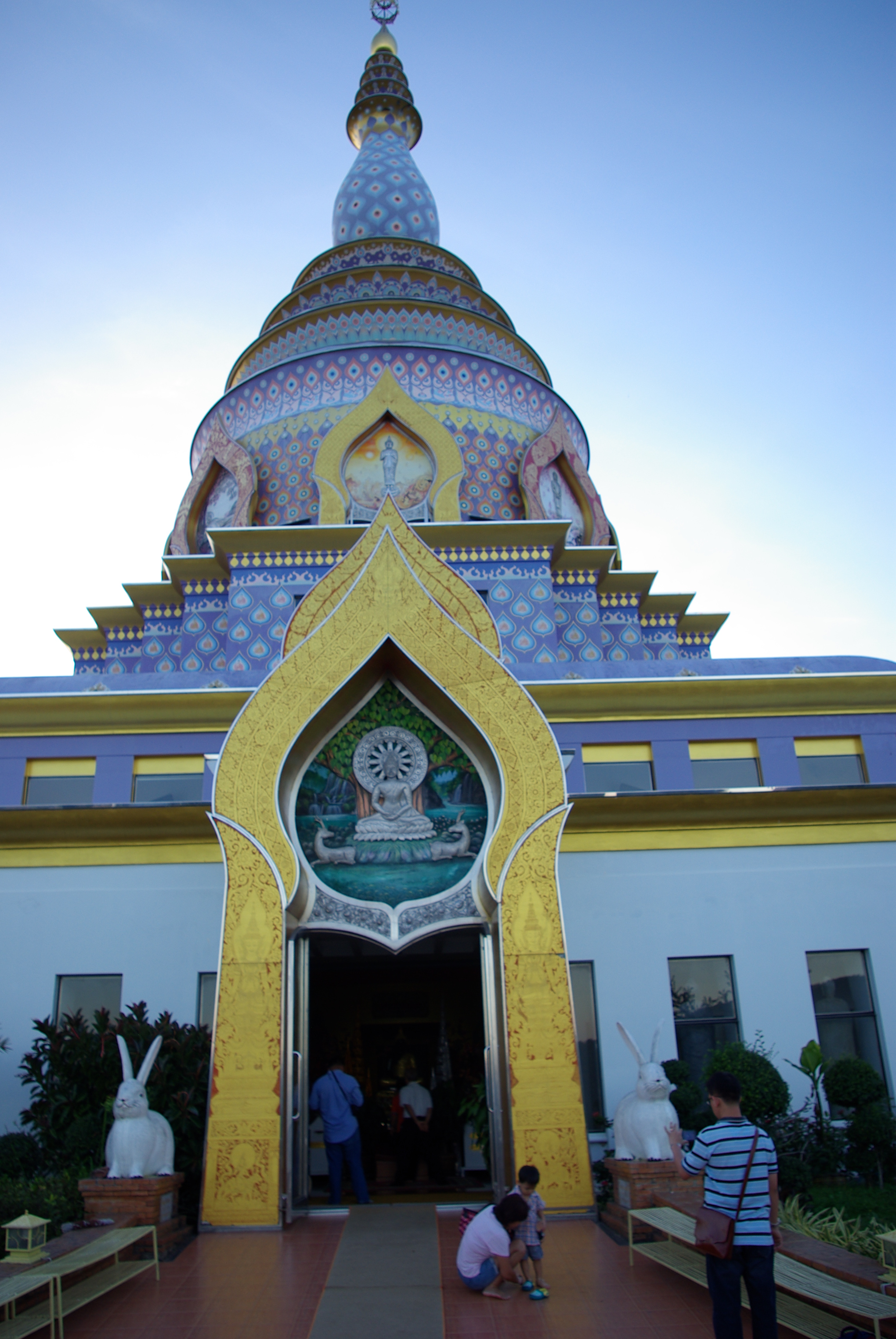
Le Wat (temple bouddhiste), de Tha Ton.
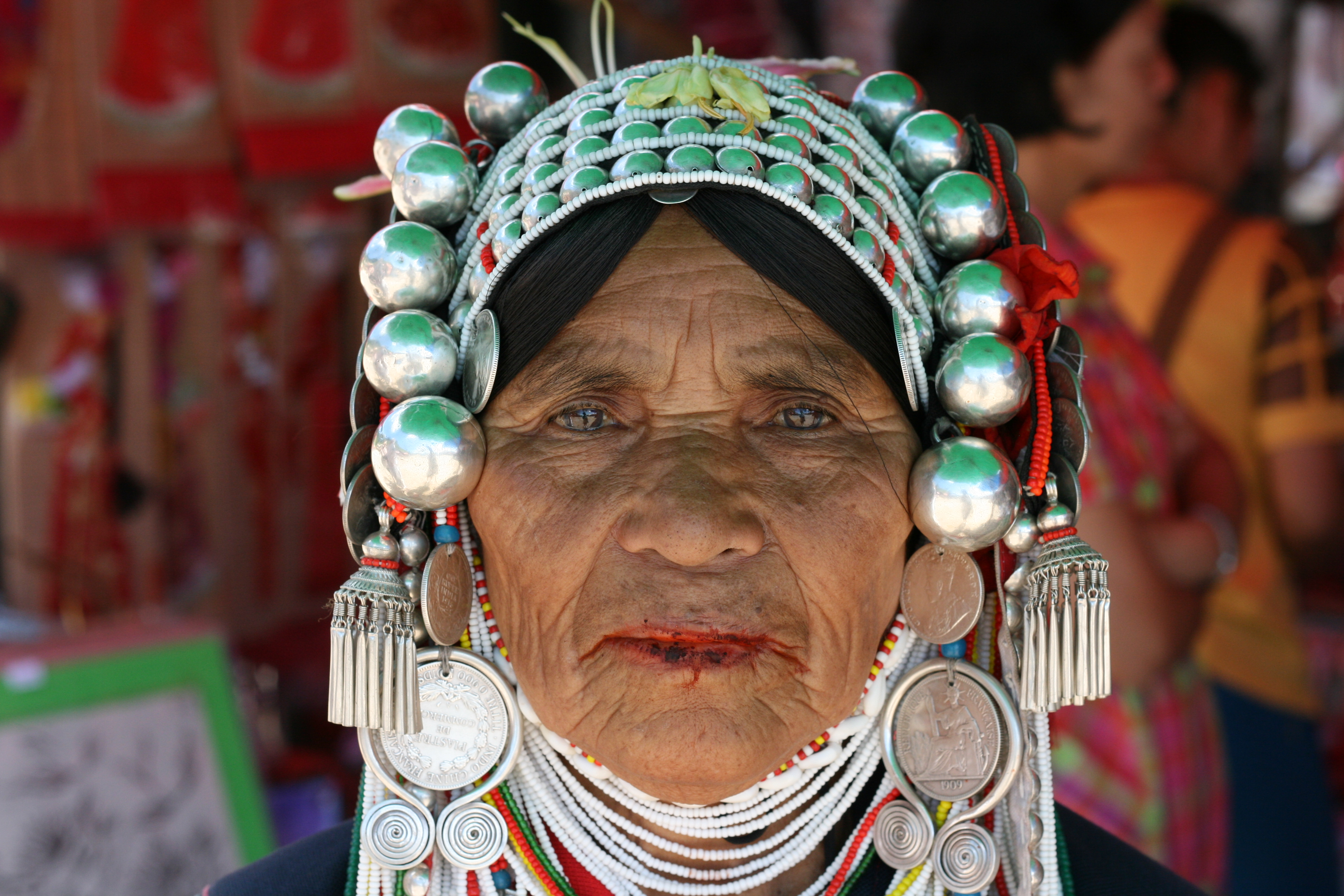
Femme de l'ethnie Akha, région de Tha Ton.